# ST-53

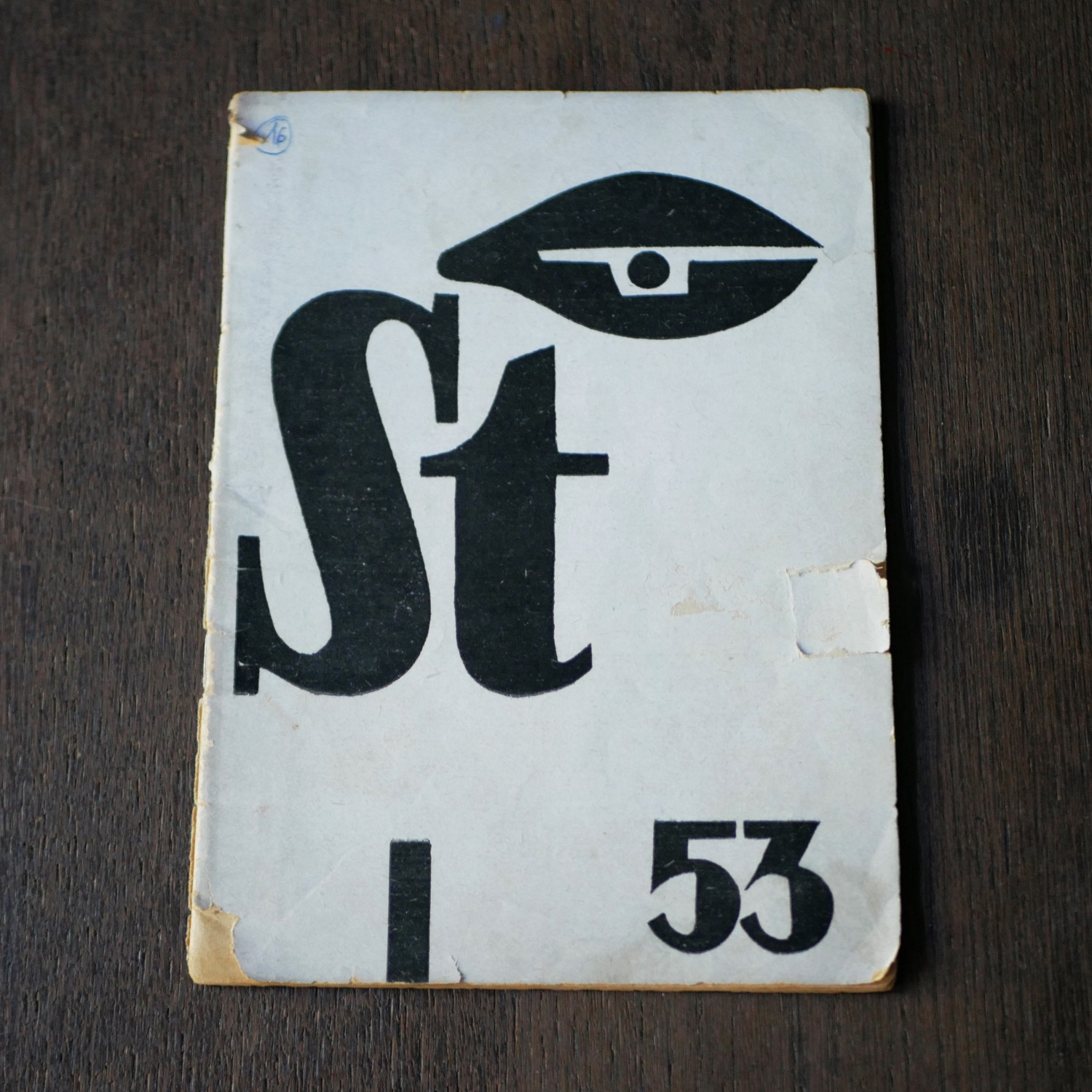
Katalog wystawy St-53 z 1956 r.

St-53 – jedno z pierwszych powojennych ugrupowań artystycznych w Polsce powstałe w 1953 roku w Katowicach (wówczas Stalinogród) z inicjatywy studentów Państwowej Wyższej Szkoły Sztuk Plastycznych. 
Grupa miała charakter samokształceniowy, skupiała artystów-malarzy, ale należeli do jej grona też architekci, rzeźbiarze i pisarze. Grupa łączyła absolwentów szkół sztuk artystycznych oraz autodydaktów. Za swój podstawowy cel przyjęła rozwijanie świadomości wzrokowej w praktyce (na podstawie Teorii widzenia Władysława Strzemińskiego), czego efektem miało być osiągnięcie środków wyrazu właściwych dla nowocześnie pojmowanej sztuki.

## Powstanie i działalność grupy
Inicjatorami grupy byli Konrad Swinarski i Klaudiusz Jędrusik, którzy znali się ze szkoły plastycznej w Katowicach. W 1948 roku Swinarski przeniósł się  do Państwowej Wyższej Szkoły Sztuk Plastycznych w Łodzi, gdzie chodził na wykłady Władysława Strzemińskiego, zanim wykładowca został zwolniony z uczelni ze względów politycznych w 1950 roku. Podczas pobytu w Łodzi, Swinarski utrzymywał nadal bliski kontakt z Jędrusikiem i przesyłał mu pocztą (w latach 1949-1952) niepublikowany maszynopis Teorii widzenia.
W okresie stalinizmu w Polsce (1948–1956), gdy twórczość Strzemińskiego była zakazana przez władzę, Jędrusik powielał maszynopis Teorii widzenia na Śląsku na własny koszt, kilka lat przed odwilżą gomułkowską i oficjalną publikacją książki w 1958 roku. Powołując się na pozytywistyczną ideę „pracy u podstaw”, założył w 1952 roku niezależną, samokształceniową grupę studyjną. Celem grupy było pozbywanie się nawyków tradycyjnego myślenia i tworzenia, rozwijanie świadomości wzrokowej i weryfikacja niesprzeczności Teorii Strzemińskiego w praktyce poprzez metodyczne opracowywanie środków wyrazu w ich historycznej kolejności.
Do pierwotnego składu grupy należeli: Urszula Broll, Klaudiusz Jędrusik, Walter Napieralski, Zdzisław Stanek, Konrad Swinarski, Tadeusz Ślimakowski, Waldemar Świerzy i Sylwester Wieczorek. Ich pierwsza, niezależna, oddolnie zorganizowana wystawa odbyła się w sierpniu 1953 r. w mieszkaniu Wieczorka w Bradzie, koło Łazisk Średnich. Na wystawie prezentowane były też trzy rysunki i dwa gwasze Strzemińskiego, pochodzące z kolekcji prywatnej Swinarskiego.
W 1954 roku Broll, Gaida i Jędrusik przywieźli z Łodzi inne prace Strzemińskiego, aby pokazać je na kolejnej niezależnej wystawie, która odbyła się w czerwcu 1954 r. w Stalinogrodzie (ówczesna nazwa Katowic), przy ul. Warszawskiej, w mieszkaniu Marii Obremby. Skład grupy stopniowo się zmieniał. Dołączyli: Zdzisław Biliński, Maria Obremba, Hilary Krzysztofiak, Stefan Gaida, Irena Bąk, Krystyna Broll (poetka), Lech Kunka i Stefan Krygier (studenci Strzemińskiego z Łodzi). W listopadzie 1955 roku Swinarski wyjechał z Polski do NRD na stypendium  w Berliner Ensemble, gdzie pracował jako asystent Bertolta Brechta.
Jędrusik i Krzysztofiak pracowali nad tekstem Paradoksy przestrzeni, który miał być teoretycznym podsumowaniem kolektywnych badań praktycznych nad Teorią Widzenia. Pomagał im w tym brat Hilarego, fizyk, inżynier Tadeusz Krzysztofiak. Wówczas odwiedzał ich również poeta Miron Białoszewski. Tekst Paradoksów przestrzeni jednak nie został dokończony i się nie zachował.

## Oficjalna wystawa i koniec działalności
Do grupy dołączył Andrzej Wydrzyński, dziennikarz i pisarz, który miał pomóc młodym artystom w organizacji pierwszej oficjalnej wystawy. W związku z tym, na potrzebę wystawy, wymyślił nazwę: St-53. Stanowi ona akronim, w którym pierwszy człon wiąże się jednocześnie z trzema ideowymi założeniami: „St” pochodzi od pierwszych liter nazwiska „duchowego” mistrza – Strzemińskiego, po drugie wskazuje na „studyjność” – roboczy i samokształceniowy charakter grupy, a także wiąże się z miejscem jej działalności – czyli Stalinogrodem; liczba „53” oznacza rok formalnego zawiązania grupy.
Zanim doszło do wystawy, Jędrusik opuścił grupę 15 lutego 1956 po spotkaniu w mieszkaniu Zdzisława Stanka. Jędrusik był przekonany o konieczności powtórzenia z grupą studiów w oparciu o Teorię Widzenia, aby przed wystawą utrwalić nową świadomość wzrokową i wspólnie wyjść ponad eklektyczne i anachroniczne środki wyrazu. Reszta grupy (z wyjątkiem Krzysztofiaka) jednak wyraziła niechęć i ostatecznie Jędrusik został przegłosowany. Odchodząc, opowiadał się za utrzymaniem wyłącznie studyjnego charakteru grupy. Raziła go też postawa Wydrzyńskiego, który zaczął narzucać jej konformistyczne podejście odbiegające od Teorii Strzemińskiego, co stało w sprzeczności z pierwotnymi założeniami grupy.
Pierwsza oficjalna, już nieundergroundowa wystawa grupy St-53 odbyła się w maju 1956 w Klubie Pracy Twórczej działającym przy Instytucie Śląskim w Stalinogrodzie. Ekspozycja, która obejmowała 120 prac, odbyła się bez obrazów Jędrusika. Na jej kształt nie miał także wpływu Swinarski, przebywający w tym czasie w Niemczech. Wernisaż odwiedzili m.in. poeta Julian Przyboś i artysta Tadeusz Kantor. Część wystawionych prac była później pokazywana w Krakowie, Warszawie, Poznaniu i Szczecinie.
Według historyka sztuki Janusza Zagrodzkiego, treści zamieszczone przez Wydrzyńskiego w katalogu wystawy łączą „wyrwane z kontekstu wypowiedzi sławnych ludzi z tendencyjnie dobranymi urywkami z prac Strzemińskiego [...] tworząc z nich tekst nieświadomie ośmieszający własne dzieło”. Wystawa de facto zamknęła kolektywną, studyjną działalność grupy i przekształciła ją w luźny związek artystów. 
Druga oficjalna wystawa grupy odbyła się rok później w kwietniu 1957 r. w Galerii BWA w Katowicach. 

## Wpływ na kulturę
Działalność grupy St-53 stanowiła jedną z pierwszych oznak sprzeciwu wobec realizmu socjalistycznego w sztuce polskiej. Choć członków grupy nie można określić jako politycznie radykalnych przeciwników systemu, kontestowali oni totalitarną rzeczywistość ograniczającą możliwości swobodnego rozwoju twórczego. Ich działania miały charakter apolityczny, jednak wyraźnie odbiegały od dogmatów socrealizmu w kulturze, przez co były i są traktowane jako istotny gest polityczny w okresie PRLu.
W warunkach normalnego życia artystycznego zamysł stworzenia dla użytku niewielkiej grupy entuzjastów własnej szkoły malarstwa, bez mistrza-profesora, bazującej jedynie na podręczniku Strzemińskiego, byłby oceniany jako absurdalne dziwactwo. Jednak w czasach, gdy szkoły artystyczne nauczały wyłącznie w duchy ubezwłasnowolniającego wyobraźnię i intelekt, tępego naśladownictwa rzeczywistości; i to w ścisłym powiązaniu z ideologiczną indoktrynacją - inicjatywa grupy St-53 równała się niemal rewolucji artystycznej. W kontekście teorii i praktyki socjalistycznego realizmu była to autentyczna awangarda.
—Historyczka sztuki Bożena Kowalska.

## Członkowie ST-53
- Irena Bąk
- Krystyna Broll-Jarecka
- Urszula Broll
- Klaudiusz Jędrusik
- Stefan Gaida
- Stefan Krygier
- Hilary Krzysztofiak
- Lech Kunka
- Walter Napieralski
- Maria Obremba
- Katarzyna Schiele
- Zdzisław Stanek(inne języki)
- Tadeusz Ślimakowski(inne języki)
- Waldemar Świerzy
- Konrad Swinarski
- Sylwester Wieczorek
- Andrzej Wydrzyński

Prace trzech członków ST-53 z okresu działania grupy są eksponowane w Muzeum w Chorzowie, w ramach kolekcji „Grupa St-53”.

## Wystawy
- Pierwsza niezależna wystawa grupy w mieszkaniu Sylwestra Wieczorka w Bradzie, 1953
- Druga niezależna wystawa grupy w mieszkaniu Marii Obremby w Katowicach, 1954
- Wystawa St-53, Klub Pracy Twórczej w Instytucie Śląskim w Katowicach, 1956 
  - później pokazywana w Krakowie, Warszawie, Poznaniu i Sczecinie
- Wystawa St-53, Galeria BWA w Katowicach, kwiecień 1957
- „St-53. Twórcy, postawy, ślady”, Muzeum Historii Katowic, 2003